# Tipula calcarata
Tipula calcarata är en tvåvingeart som beskrevs av Doane 1901. Tipula calcarata ingår i släktet Tipula och familjen storharkrankar. Inga underarter finns listade i Catalogue of Life.